# Маркшейдерський звуколокатор

Звуколокатор.JPG

Маркшейдерський звуколокатор (рос. маркшейдерский звуколокатор, англ. surveying sound-locator, нім. markscheiderischer Lokator m) — імпульсні звуколокаційні системи, що працюють на принципі використання явища віддзеркалення звуку від перешкоди, розташованої на шляху його поширення. 3.м. складаються з генератора Ґ, випромінювача И, приймального перетворювача П, підсилювача У і реєстратора Р (див. рис.).

Рис. Функціональна схема звуколокатора: — шляхи проходження звуку в середовищі локації
Генератор збуджує випромінюючий перетворювач И, що генерує в середовищі локації пружні коливання. Одночасно генератор посилає на реєстратор сигнал, що відзначає момент початку поширення звукових коливань у середовищі локації. Відбиті від перешкоди звукові коливання сприймаються прийомним перетворювачем П. У ньому пружні коливання перетворюються в електро-магнітні, які після підсилення фіксуються, відзначаючи момент прийому пружних коливань. Вимірювана відстань визначається формулою l = Δ t с/2, де Δ t -часовий інтервал, за який звук двічі проходить вимірювану відстань; с — швидкість поширення звукових коливань у середовищі локації.
Приймальновипромінювальна частина маркшейдер-ського звуколокатора, розташована в звукопрозорій оболонці свердловинного снаряду.
3.м. призначені для автоматизованої зйомки підземних природних і штучних порожнин камерного типу. Розрізняють 3.м. для роботи в повітряному, рідкому середовищі й у донних відкладеннях водоймищ.